# Přebuzské vřesoviště
Přebuzské vřesoviště je přírodní památka, byla vyhlášena v roce 1992 a nachází se u obce Přebuz. Důvodem je ochrana komplexu polopřirozených biotopů, vzniklých po těžbě rašeliny, sloužící jako refugium vzácných a ohrožených druhů rostlin a živočichů.

## Popis oblasti
Území přírodní památky leží na náhorní plošině v rozšířeném údolí říčky Rolavy v Krušných horách v geomorfologickém okrsku Přebuzská hornatina, přibližně 1,5 km severozápadně od Přebuzi.

## Přírodní poměry

### Geologie
Horninové podloží tvoří autometamorfované žuly karlovarského plutonu. Na ně nasedá až 3 m mocná vrstva rašeliny. 
Odedávna zde probíhala v malém rozsahu těžba rašeliny, která sloužila pro vytápění domácností, v menší míře jako izolační prostředek obytných domů. Výrazný rozvoj těžby nastal po roce 1812, kdy Nosticové prudce zdražili palivové dřevo. Těžba rašeliny trvala až do poloviny 20. století a pozůstatky po těžbě jsou patrné do dnešních dnů.

### Flóra a fauna
Dominantní dřevinou je rašelinná kleč a smrk ztepilý. Na pilířích neodtěžené rašeliny s bohatými vřesovišti roste bříza zakrslá (Betula nana) ve své nejzápadnější lokalitě v České republice. 

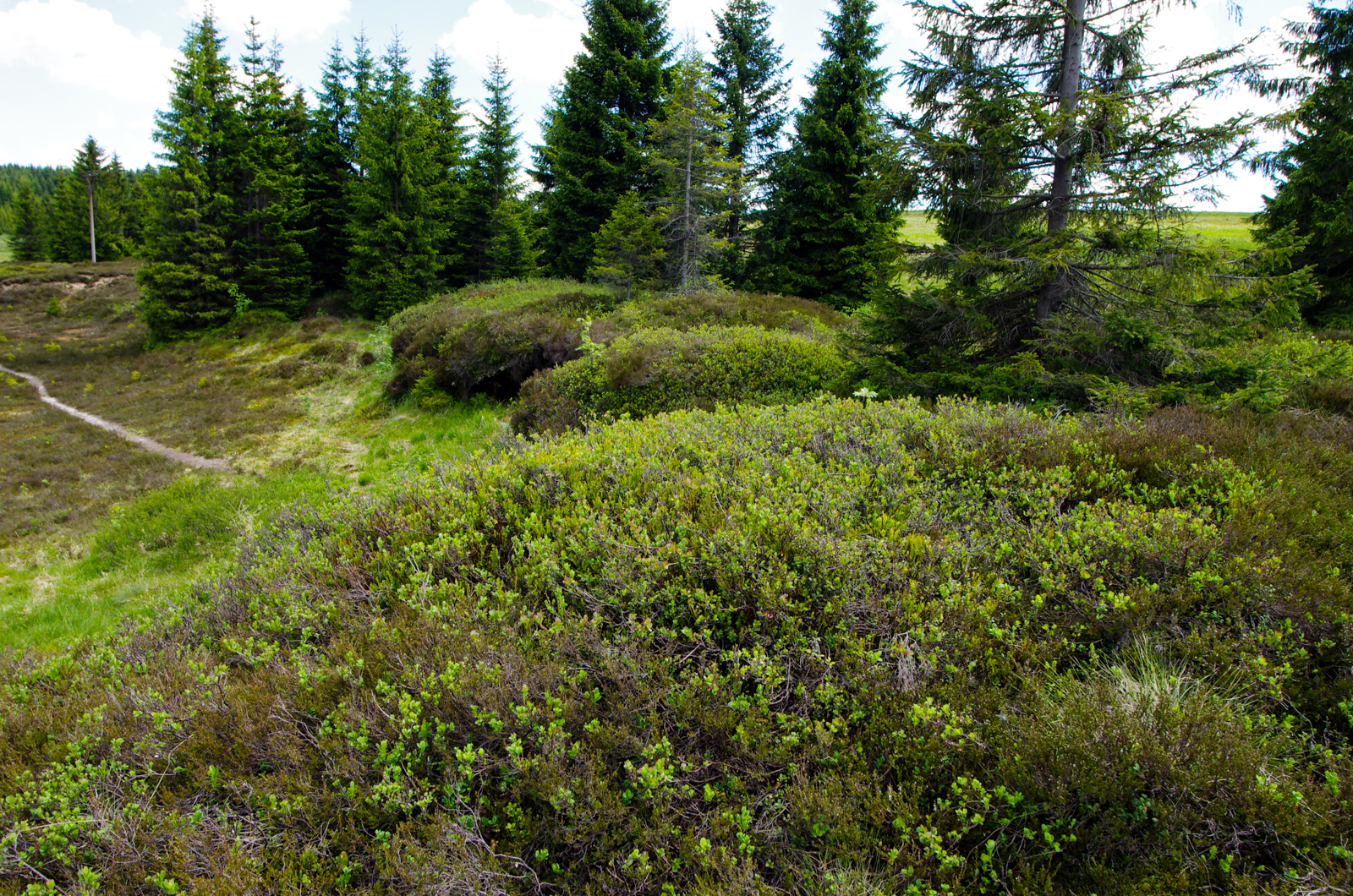
v červnu 2014

Na plochách obnažených až na minerální podloží roste plavuň vidlačka (Lycopodium clavatum), zvodnělé příkopy s rašeliníky (Sphagnum) doprovází rosnatka okrouhlolistá (Drosera rotundifolia). Na trvale zaplavených místech podél Rolavy roste vzácně zdrojovka potoční (Montia hallii). Smilkové louky na okraji přírodní památky zdobí prha arnika (Arnica montana), prstnatec Fuchsův (Dactylorhiza longebracteata) a nenápadná kapradinka vratička měsíční (Botrychium lunaria).Ve společnosti rašelinných rostlin se daří kyhance (Andromeda polifolia), brusnici (Vaccinium vitis-idaea), červenými korálky se chlubí klikva bahenní (Vaccinium oxycoccos) a vše dohromady spojují, prorůstají a nesou rašeliníky, základní složka vrchovištní vegetace.
Z bezobratlých druhů zde žijí střevlíci (Carabus nitens, Cymindis vaporariorum). Na původní rašelinná stanoviště s břízou zakrslou se váže výskyt vzácného nosatce (Coeliodes nigritarsis). Z ostatních živočichů byli na lokalitě zjištěni čolek horský (Triturus alpestris), ještěrka živorodá (Zootoca vivipara) a skokan hnědý (Rana temporaria). Pro ptačí faunu otevřených plochu rašelinných luk jsou charakteristickými druhy tetřívek obecný (Tetrao tetrix), bekasina otavní (Gallinago gallinago) a linduška luční (Anthus pratensis).